# Hamulec szczękowy
Niektóre z zamieszczonych tu informacji wymagają weryfikacji.
Dokładniejsze informacje o tym, co należy poprawić, być może znajdują się w dyskusji tego artykułu.
 Po wyeliminowaniu niedoskonałości należy usunąć szablon {{Dopracować}} z tego artykułu.

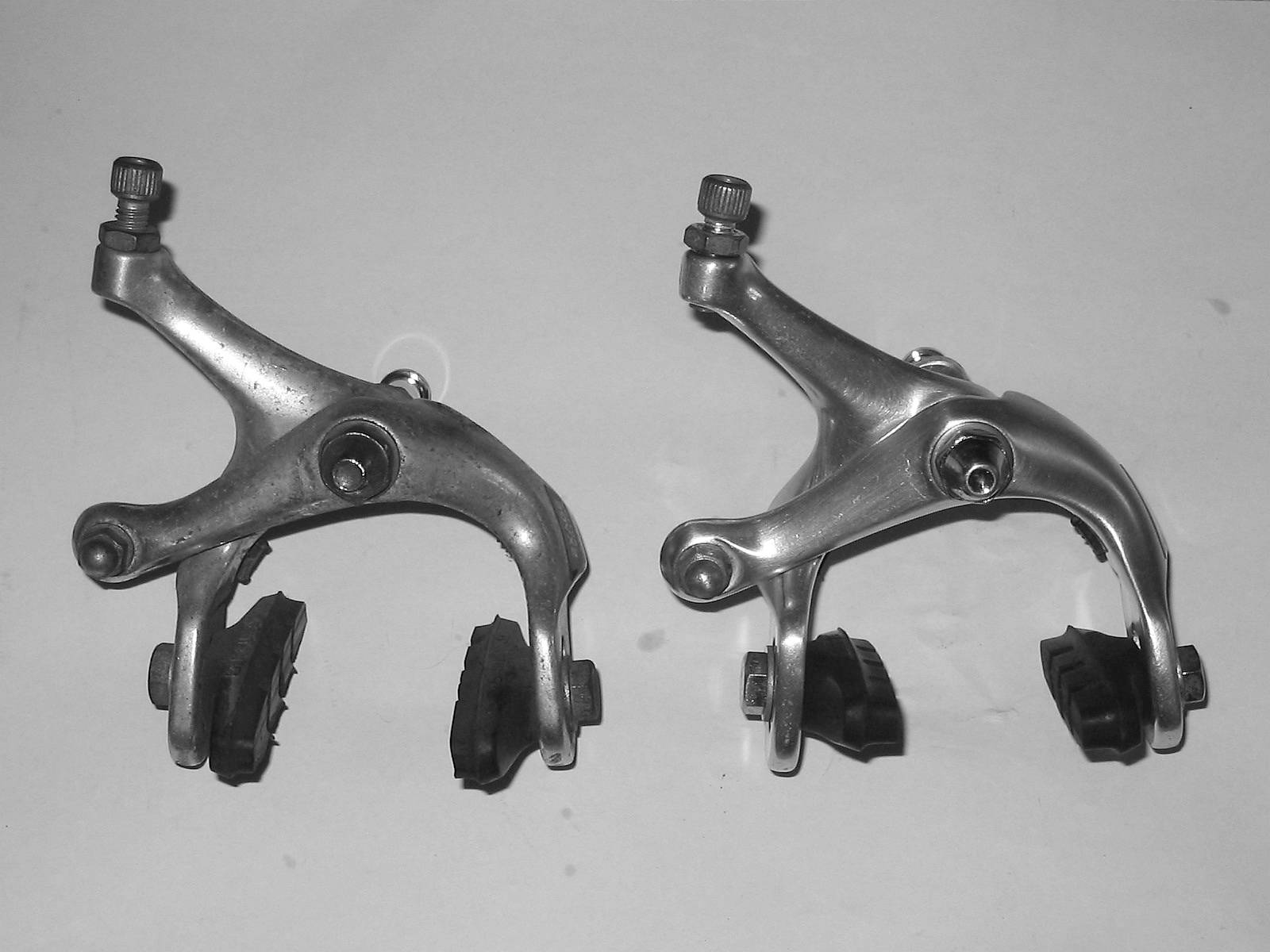
Hamulce U-brake (tradycyjne, szosowe)

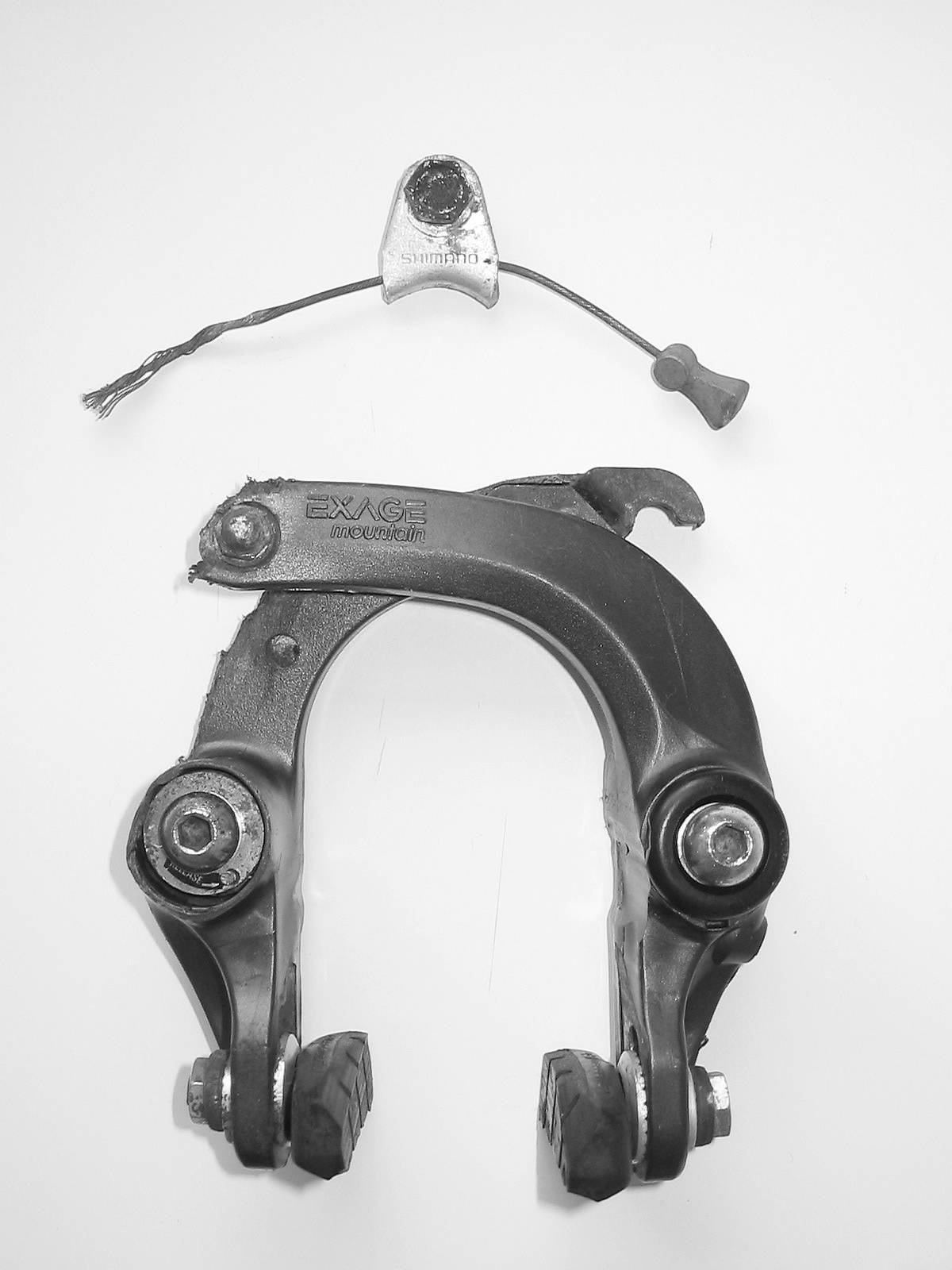
Hamulce Cantilever (tradycyjne starego typu)

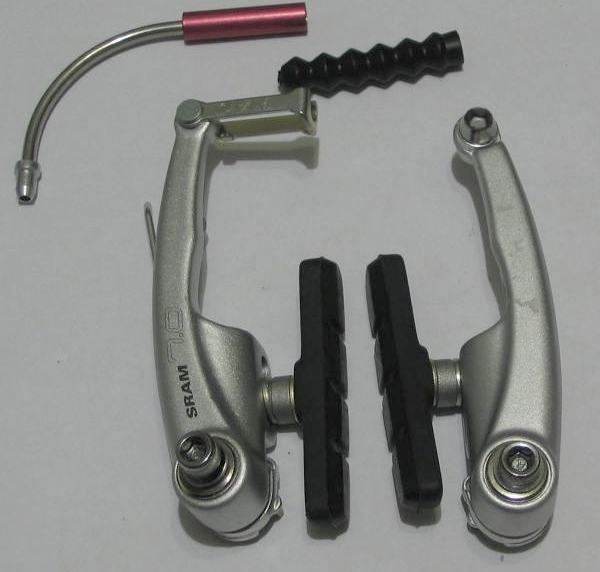
Hamulce V-brake (SRAM 7.0)

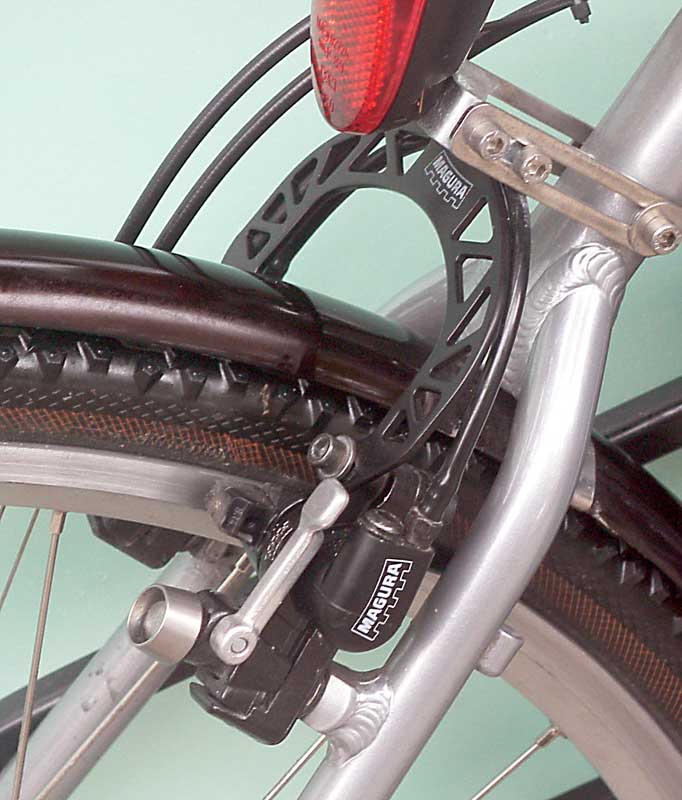
Hydrauliczny hamulec szczękowy (Magura)

Hamulec szczękowy – typ hamulca ciernego składającego się z dwóch lub więcej klocków dociskanych do obręczy koła.
Hamulce szczękowe są współcześnie stosowane głównie w rowerach i motorowerach. Ich zaletą jest prostota konstrukcji, niska masa i łatwa konserwacja, natomiast wadą duża wrażliwość na warunki atmosferyczne i niszczenie obręczy koła. W rowerach szczęki są dociskane do bocznej powierzchni obręczy za pomocą ramion, które są ściągane za pomocą stalowej linki i klamki hamulcowej, obsługiwanej przy pomocy dłoni.
Ze względu na konstrukcję i kształt ramion rowerowe hamulce szczękowe dzieli się na:
- Tradycyjne („U-brake”) – w których ramiona mają kształt sferyczny, umożliwiający umieszczenie pod nimi błotnika. Obie szczęki są przymocowane do ramy w jednym punkcie i połączone sprężynką. Linka ciągnąca jest przymocowana do jednego z ramion, a drugie zaciska się poprzez nacisk sprężynki wywoływany ruchem pierwszego. Tradycyjne hamulce szczękowe mają stosunkowo małe przełożenie siły, ich dociśnięcie wymaga zatem stosunkowo dużego wysiłku. Ich zaletą jest jednak niewielka masa i fakt, że ich kształt można dostosować do ramy rowerowej, dzięki czemu nie wystają one poza jej obrys.  Są one stosowane w rowerach miejskich i sportowych rowerach szosowych.
- Typu „cantilever” – w których ramiona są przymocowane mimośrodowo do trzpieni (tzw. „piwotów”) umieszczonych na widelcu lub widełkach ramy, każde ramię osobno. Ramiona są zgięte i w stanie spoczynku wystają poza obrys ramy. Oba ramiona są połączone krótką linką do której, przez specjalne kowadełko (tzw. „zawiesie”), jest przymocowana właściwa linka ciągnąca. W zależności od długości i stopnia odchylenia ramion oraz długości krótkiej linki można osiągać różne stopnie przełożenia siły. Długa linka i bardzo odchylone ramiona powodują jednak, że zwiększa się długość linki, którą trzeba wybrać klamką, aby uzyskać efekt hamowania. Obecnie tego rodzaju hamulce zostały prawie całkowicie wyparte przez prostsze konstrukcyjnie i łatwiejsze do regulacji hamulce typu V.
- Hamulec V-brake – które posiadają długie, proste ramiona, zamocowane mimośrodowo do piwotów widelca lub widełek ramy. Przez ramiona te, od góry przechodzi linka zaciskowa, która jest połączona na stałe z jednym ramieniem i luźno z drugim. Po zaciśnięciu klamki hamulcowej, linka ulega skróceniu, na skutek czego ramiona schodzą się jak nożyce, tworząc odwróconą literę „V”. Daje to bardzo duży stopień siły przełożenia i jednocześnie stosunkowo krótki czas reakcji. Hamulce te są obecnie bardzo popularne w wielu typach rowerów, choć najbardziej w rowerach do MTB.